# Référendum de 2021 sur l'indépendance de la Nouvelle-Calédonie
Le référendum de 2021 sur l'indépendance de la Nouvelle-Calédonie est un référendum d'autodétermination organisé le 12 décembre 2021.
Il s'agit du dernier des trois référendums prévus dans le cadre de l'accord de Nouméa de 1998, après celui de 2018 (soldé par une victoire du « non » à 56,7 %) et celui de 2020 (victoire du « non » à 53,3 %), ainsi que du quatrième et dernier référendum organisé sur l'indépendance de la Nouvelle-Calédonie, un premier ayant été organisé en 1987 mais boycotté par les indépendantistes.
La tenue de ce référendum est formellement demandée au gouvernement français le 8 avril 2021 par les deux groupes du FLNKS, formation indépendantiste, au Congrès (l'UNI et l'UC). Pour satisfaire aux exigences des indépendantistes, le droit de vote est restreint aux citoyens français résidant de longue date et de manière continue en Nouvelle-Calédonie, excluant notamment les personnes installées après 1994.
Contrairement aux deux précédents, le référendum de 2021 fait l'objet d'un boycott de la part des indépendantistes en raison du refus de l'État d'en repousser la date d'organisation. Les indépendantistes mettent en avant la nécessité d'un report en raison de la pandémie de Covid-19 et du besoin d'une période de deuil prolongé chez les familles kanakes, tandis que les anti-indépendantistes soutiennent que la pandémie est utilisée comme un prétexte pour repousser un référendum jugé perdu d'avance par les indépendantistes, cette même pandémie ayant mis en valeur l'action du gouvernement français. Devant l'amélioration marquée de la situation sanitaire, ce dernier décide finalement de maintenir la date du 12 décembre, provoquant le boycott annoncé du scrutin par les indépendantistes.
Le « non » à l'indépendance l'emporte à 96,50 % des suffrages exprimés, sur fond de forte baisse de la participation par rapport aux référendums précédents. 
Le référendum de 2021 marque la fin de la période définie par l'accord de Nouméa, à laquelle doit suivre une transition permettant de définir un nouveau statut pour l'archipel au sein de la République française, le texte devant être lui-même soumis à référendum.

## Contexte

### Référendum de 1987
Après les « événements » des années 1980 en Nouvelle-Calédonie, un référendum se tient en 1987. Boycotté par les indépendantistes, il aboutit au maintien au sein de la République par 98,30 % des voix avec une participation de 59,10 %.

### Accords de Matignon et accords de Nouméa
Les accords de Matignon, signés en 1988 et approuvés par un référendum national le 6 novembre 1988, prévoient un référendum lors de l'année 1998. Puis l'accord de Nouméa, signé en 1998, prévoit que le référendum ait lieu entre 2014 et 2018, et puisse être suivi de deux autres,,. Cet accord est inscrit dans les articles 76 et 77 de la Constitution.

### Référendum de 2018

Résultat du référendum de 2018 par commune néo-calédonienne en pourcentages de « oui » à l'indépendance.

Le scrutin de 2018 — marqué par une forte participation (81,01 %) — voit les votants répondre « non » à 56,67 % à la proposition d'indépendance. Les résultats renouvellent le constat d'une importante disparité entre les votes des deux principales communautés, kanak et européennes, tandis que 17 % des électeurs vivant dans l'archipel sont exclus du scrutin, en accord avec les listes établies par l'accord de Nouméa.
Dans un contexte de forte participation (6,4 points de plus que lors de la consultation de 1998 sur l'accord de Nouméa), le « non » obtient un score moins important que prévu par les sondages. Les anti-indépendantistes espéraient une large victoire du « non » afin de voir annulée la tenue des deuxième et troisième référendums prévus par l'accord de Nouméa. Les résultats font en outre apparaître une fracture territoriale et sociologique importante. En effet, Nouméa et la province Sud, la plus riche, concentrent le vote pour le non à plus de 75 %. Si le vote indépendantiste obtient un résultat plus important que prévu, il n'effectue pas de percée, mais est lié à une bonne mobilisation de l'électorat indépendantiste, attribuée à la campagne unitaire des deux courants du FLNKS.

### Référendum de 2020

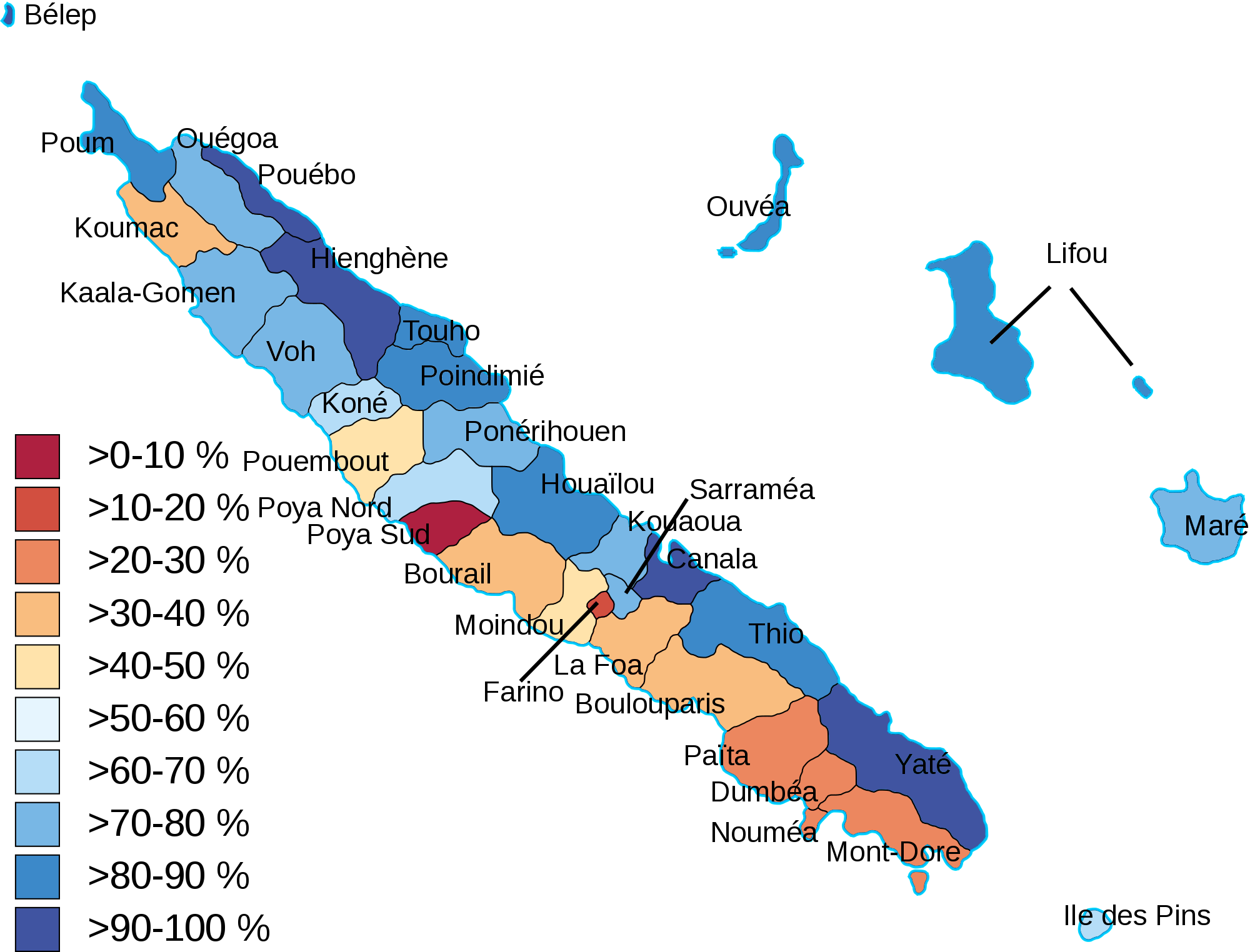
Résultat du référendum de 2020 par commune néo-calédonienne en pourcentages de « oui » à l'indépendance.

L'article 217 de la loi organique no 99-209 du 19 mars 1999 relative à la Nouvelle-Calédonie prévoit alors un mécanisme où le tiers des membres du Congrès de la Nouvelle-Calédonie peut, à compter du sixième mois suivant la consultation (soit le 5 mai 2019), demander l'organisation de deux nouvelles consultations dans les deux et quatre ans après le premier référendum. Au sein du Congrès élu pour la période 2019-2024, les indépendantistes détiennent ensemble 26 sièges sur 54, soit un peu plus de 48 % de ses membres.
À la mi-juin 2019, une majorité des membres du Congrès demandent l'organisation de cette nouvelle consultation, qui pourrait avoir lieu au second semestre 2020. Après des négociations entre les différentes parties néocalédoniennes, les dates provisoires sont le 30 août ou le 6 septembre 2020, la deuxième date étant finalement retenue. En raison des restrictions de circulation causée par la pandémie de Covid-19 ainsi que du report au 28 juin du deuxième tour des élections municipales que celle ci entraine — resserrant les périodes de campagne électorale — un report du scrutin est évoqué. Le Premier ministre Édouard Philippe propose ainsi fin mai de reporter le scrutin au 4 octobre 2020. Si la proposition d'un report est initialement vue avec réticence par le camp non indépendantiste, qui souhaite en finir rapidement avec la période d'incertitude économique liée au référendum, une large majorité des élus, en majorité indépendantistes, se prononcent finalement sur une date plus tardive, proposant le 25 octobre,. Le gouvernement décide néanmoins de conserver un report à la date du 4 octobre, officialisée fin juin.
Avec une participation en hausse, le scrutin voit la victoire des non-indépendantistes qui, bien qu'en recul, réunissent un peu plus de 53 % des votants,.
Le scrutin est notamment marqué par des intimidations de la part de partisans de l'indépendance vis à vis des électeurs. La présence de jeunes indépendantistes en masse aux abords de certains bureaux de vote brandissant des drapeaux, caillassant les voitures et proférant parfois des insultes racistes a été notée et dénoncée par les responsables politiques anti-indépendantistes,,. Un recours est déposé devant le conseil d'État par des élus loyalistes, concernant neuf bureaux de votes pour 8 000 suffrages exprimés. La décision ne devrait pas changer le cours du scrutin, mais il s'agit pour les loyalistes d'une « question de symbole et de principe ».

## Organisation
La tenue du troisième référendum prévu par l'accord de Nouméa est formellement demandée au gouvernement français le 8 avril 2021 par les deux groupes du FLNKS, formation indépendantiste, au Congrès (l'UNI et l'UC). Le Premier ministre, Jean Castex, invite les dirigeants calédoniens à Paris du 25 mai au 3 juin 2021 « pour une session d'échanges et de travail » pour préparer l'après accord de Nouméa. Un document informatif intitulé « Discussions sur l'avenir institutionnel de la Nouvelle-Calédonie », et traitant des conséquences du « oui » et du « non » est publié le 15 juillet suivant. À la suite de cette session, le gouvernement français fixe le troisième référendum au 12 décembre 2021, soit avant l'élection présidentielle, comme le demandaient les loyalistes alors que les indépendantistes souhaitaient l'organiser après, en 2022.

## Modalités

### Question posée

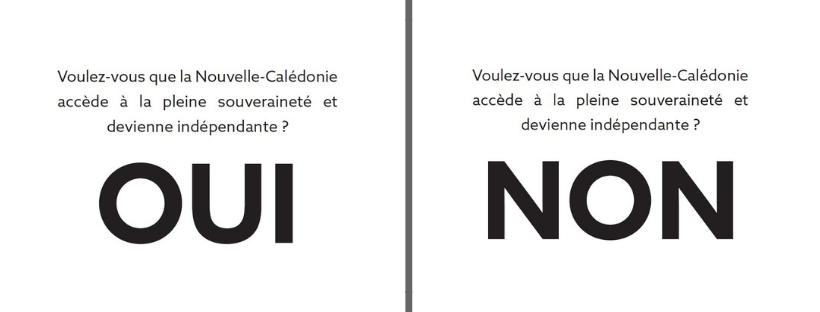
Bulletins de vote utilisés

La consultation porte sur le transfert à la Nouvelle-Calédonie des compétences régaliennes, sur l'accès à un statut international de pleine responsabilité et sur l'organisation de la citoyenneté en nationalité. Le référendum est officiellement appelé « consultation sur l'accession de la Nouvelle-Calédonie à la pleine souveraineté ».

La question posée aux Néo-Calédoniens avait fait l'objet d'un débat en 2018 pour le premier référendum entre indépendantistes et anti-indépendantistes concernant les expressions « pleine souveraineté » et « indépendance ». Le 28 mars 2018, un compromis avait finalement été trouvé après des négociations entre le gouvernement d'Édouard Philippe et les différentes parties. La question retenue, la même que pour les référendums de 2018 et 2020, est, :

« Voulez-vous que la Nouvelle-Calédonie accède à la pleine souveraineté et devienne indépendante ? »

### Conditions de participation
Pour pouvoir voter, il faut d'abord être inscrit sur la liste électorale générale et sur la liste électorale pour la consultation sur l'accession de la Nouvelle-Calédonie à la pleine souveraineté (LESC). Quelque 35 950 électeurs inscrits sur la liste générale sont ainsi exclus du scrutin, soit 17 %. Il s'agit essentiellement d'Européens arrivés en Nouvelle-Calédonie après 1994.
La question de l'inscription sur les listes de nouvelles personnes répondant à ces critères et ayant eu dix-huit ans depuis le référendum de 2018 fait l'objet d'intenses débats avant l'organisation du second référendum, les personnes de statut civil coutumier étant automatiquement inscrites, contrairement à celles de statut civil de droit commun qui doivent effectuer d'eux-mêmes la démarche d'inscription. Les indépendantistes obtiennent finalement gain de cause, les anti-indépendantistes — qui demandaient l'inscription automatique de tous — obtenant cependant l'assurance que les individus concernés seront contactés individuellement pour leur rappeler la possibilité de leur inscription. Un total de 184 332 personnes sont inscrites sur les listes en 2021, en hausse de 3 533 par rapport au scrutin de 2020.
Les anti-indépendantistes obtiennent en revanche la possibilité de faire campagne avec le drapeau tricolore français. Le code électoral français interdisant à un bord politique de s'approprier cet emblème au cours d'une campagne électorale, celle du référendum de 2018 avait vu les indépendantistes utiliser massivement le drapeau du FLNKS sans que les loyalistes puissent y opposer le drapeau français. Cette situation, décriée par les loyalistes, est corrigée par un décret gouvernemental « dans un souci d'équité » pour le scrutin de 2020. La décision provoque néanmoins une levée de boucliers de la part des indépendantistes, qui jugent anti-démocratique une prise de position de l'État,,.

## Campagne

### Soutiens de l'indépendance
Le FLNKS annonce dès octobre 2020 son intention de provoquer la tenue du troisième référendum prévu par l'accord de Nouméa. La demande officielle ne pouvant avoir lieu qu'à partir du 4 avril 2021, elle intervient le 8 avril, les deux groupes FLNKS au Congrès, l'UNI et l'UC, demandant la convocation d'un troisième référendum en septembre 2022, conformément à l'accord de Nouméa,.

### Soutiens du maintien dans la France
Les loyalistes sont contre un troisième référendum qu'ils nomment « un référendum binaire » et souhaitent négocier un nouvel accord dans le cadre d'un maintien sous souveraineté française. Philippe Dunoyer, député UDI, a lui prôné « un référendum de rassemblement ». 
En métropole, les loyalistes reçoivent le soutien de plusieurs personnalités politiques, telles le président de l'UDI Jean-Christophe Lagarde, le sénateur LR Bruno Retailleau, le maire de Pau MoDem François Bayrou, la députée du Pas-de-Calais, ex-présidente du RN et candidate à l'élection présidentielle de 2022 Marine Le Pen,.

### Boycott par les indépendantistes
Des doutes émergent sur la bonne tenue du référendum en septembre 2021 lorsque les partis indépendantistes annoncent leur souhait de repousser le scrutin en raison de la pandémie de Covid-19 en Nouvelle-Calédonie. Le gouvernement français conditionne cette possibilité à une évolution « hors de contrôle » de la pandémie de Covid-19, souhaitant le maintenir dans le cas d'une tendance inverse. 
Le 20 octobre 2021, le FLNKS appelle au boycott du référendum en raison de la crise sanitaire, arguant des risques que fait courir la pandémie sur la viabilité de la campagne référendaire et la fiabilité des résultats. Il demande un report du référendum après l'élection présidentielle française de 2022,. L'annonce prend par surprise le gouvernement, y compris le ministre des Outre-mer Sébastien Lecornu. Le communiqué du FLNKS est en effet rendu public alors même que celui-ci revient en métropole après plusieurs rencontres en Nouvelle-Calédonie avec les différentes forces en présence, dont les dirigeants indépendantistes, sans que ce sujet ait été évoqué par eux en sa présence.
Après 260 morts et plus d'un mois de confinement au moment de l'annonce du boycott, la situation sanitaire est alors en voie d'embellie, tandis qu'une campagne de vaccination massive est menée sous l'impulsion du congrès, dirigé par l'indépendantiste Roch Wamytan, qui vote la vaccination obligatoire de l'ensemble de la population éligible. La Nouvelle-Calédonie totalise alors au 28 octobre 75,58 % de sa population vaccinable ayant reçu au moins une dose de vaccin, équivalent à 64,53 % de sa population totale, et 66,31 % de vaccinables pleinement vaccinés, soit 56,62 % de la population totale.
Qualifiée d'« instrumentalisation » de la pandémie, la décision d'un boycott par les indépendantistes est attribuée par leurs opposants à une volonté de gagner du temps face un contexte défavorable. La pandémie de Covid-19 a en effet pour conséquence indirecte de faire bénéficier l'État français d'une très bonne image, ce dernier ayant été très présent dans la lutte contre la pandémie avec l'envoi de médecins et de stocks de vaccins, ainsi qu'un important programme d'aide économique. Dix milliards de francs Pacifique sont ainsi débloqués par la France en réponse à l'effondrement des comptes publics du gouvernement néo-calédonien,,,,.
La possibilité d'un report à la suite du boycott est vivement décriée par les responsables économiques de l'archipel, les principales organisations patronales et artisanales réunies au sein de NC Eco avertissant le 27 octobre de « conséquences économiques et sociales désastreuses » en cas de report. La période de triple référendum est à nouveau accusée d'avoir déjà provoqué une forte baisse de l'activité et des investissements en Nouvelle-Calédonie en raison de l'incertitude quant à son avenir institutionnel,.
L'annonce du boycott fait craindre au gouvernement français pour la sécurité du vote, conduisant au transfert à partir de fin octobre d'un renfort de près de deux mille gendarmes et policiers — tous vaccinés — ainsi que de matériel de maintien de l'ordre,.
Le boycott prend forme dès le 27 octobre, date limite initiale pour le dépôt des documents permettant aux formations politiques de faire diffuser officiellement leurs programmes et affiches de propagande lors de la campagne référendaire. Parmi les groupes politiques néo calédoniens, ni l'Union calédonienne – Front de libération nationale kanak et socialiste (UC-FLNKS), ni l'Union nationale pour l'indépendance (UNI), ni le Parti travailliste ne déposent ainsi ces documents, conduisant à leur exclusion de facto de ces aspects de la campagne. Les partis se voient offrir un délai supplémentaire jusqu'au 8 novembre, qu'ils boycottent également. Si le camp indépendantiste ne bénéficie par conséquent plus de la diffusion de sa documentation par l'État pour le troisième référendum, il ne perd néanmoins pas son habilitation à faire campagne.
Les indépendantistes menacent par la suite également de ne pas participer aux discussions concernant l'avenir institutionnel du territoire si le référendum est maintenu en 2021. Le 9 novembre, ils annoncent qu'ils n'en « respecteront pas le résultat » et pointeront devant la communauté internationale « les manquements d'un État qui ne tient pas parole », en références aux propos du Premier ministre Édouard Philippe qui excluait en octobre 2019 que le troisième référendum soit organisé entre septembre 2021 et août 2022, afin de distinguer les échéances électorales nationales et calédoniennes.
Le 12 novembre, Patrice Faure, Haut-commissaire de la République en Nouvelle-Calédonie, annonce la décision du gouvernement français de maintenir la date du référendum au 12 décembre suivant, en raison de l'amélioration de la situation sanitaire. Le point sanitaire du 30 novembre, à douze jours du référendum, fait état d'une « embellie » avec une poursuite de la baisse du taux d'incidence et une absence de décès dû à la Covid depuis le 21.  La Nouvelle-Calédonie totalise alors 77,94 % de sa population vaccinable ayant reçu au moins une dose de vaccin et 73,36 % de pleinement vaccinés, soit 62,64 % de sa population totale. Saisi par les indépendantistes, le Conseil d'État, statuant au contentieux, rejette le 7 décembre 2021 leur demande d'un report du référendum. La Nouvelle Calédonie enregistre un total de 280 morts depuis le début de la pandémie au jour du référendum, le 12 décembre.

### Position du mouvement Éveil océanien
Le parti L'Éveil océanien — qui représente la communauté issue de Wallis-et-Futuna et possède un rôle de faiseur de rois au sein du système politique calédonien — annonce le 19 novembre se positionner en faveur d'un « Non, pas maintenant ». Le mouvement juge en effet par la voix de son président Milakulo Tukumuli que la Nouvelle-Calédonie ne dispose pas en 2021 des capacités d'assumer le poids d'une souveraineté, citant notamment la crise sanitaire liée au Covid-19 ayant conduit l'archipel à s'endetter à hauteur de 448 millions d'euros sur deux ans, malgré les 128 millions de subventions, 400 000 doses de vaccins et l'aide des quelque 300 médecins fournis par l'État français. S'il juge que le référendum « ne sera pas juridiquement contestable », il estime qu'il constituera néanmoins un « non-sens politique » en raison de l'absence des indépendantistes, qui empêchera sa prise en compte lors des négociations post-référendaires.

## Résultats

### Globaux
| Choix                  | Votes   | %     |
| ---------------------- | ------- | ----- |
| Oui                    | 2 747   | 3,50  |
| Non                    | 75 720  | 96,50 |
|                        |         |       |
| Exprimés               | 78 467  | 97,02 |
| Blancs                 | 1 153   | 1,43  |
| Nuls                   | 1 261   | 1,56  |
| Total                  | 80 881  | 100   |
| Abstentions            | 103 483 | 56,13 |
| Inscrits/participation | 184 364 | 43,87 |

|                  |  | Votes « Non » (96,50 %) |
| ▲                |  |                         |
| Majorité absolue |  |                         |

### Par province
| Choix                  | Votes  | %     |
| ---------------------- | ------ | ----- |
| Oui                    | 432    | 6,47  |
| Non                    | 6 247  | 93,53 |
|                        |        |       |
| Exprimés               | 6 679  | 96,06 |
| Blancs                 | 121    | 1,74  |
| Nuls                   | 153    | 2,20  |
| Total                  | 6 953  | 100   |
| Abstentions            | 34 875 | 83,38 |
| Inscrits/participation | 41 828 | 16,62 |

| Choix                  | Votes   | %     |
| ---------------------- | ------- | ----- |
| Oui                    | 2 180   | 3,08  |
| Non                    | 68 670  | 96,92 |
|                        |         |       |
| Exprimés               | 70 850  | 97,16 |
| Blancs                 | 995     | 1,36  |
| Nuls                   | 1 079   | 1,48  |
| Total                  | 72 924  | 100   |
| Abstentions            | 47 493  | 39,44 |
| Inscrits/participation | 120 417 | 60,56 |

| Choix                  | Votes  | %     |
| ---------------------- | ------ | ----- |
| Oui                    | 135    | 14,39 |
| Non                    | 803    | 85,61 |
|                        |        |       |
| Exprimés               | 938    | 93,43 |
| Blancs                 | 37     | 3,69  |
| Nuls                   | 29     | 2,89  |
| Total                  | 1 004  | 100   |
| Abstentions            | 21 115 | 95,46 |
| Inscrits/participation | 22 119 | 4,54  |

## Déroulement

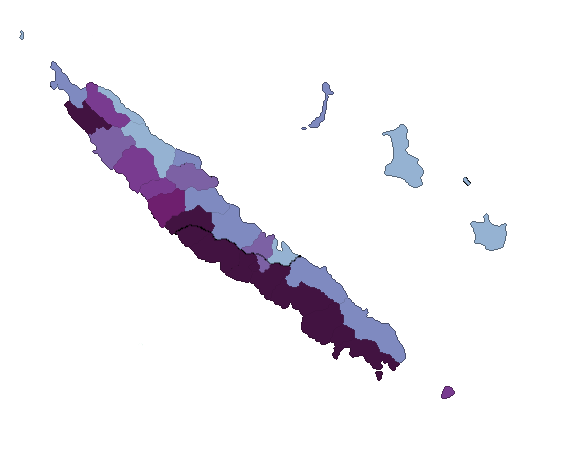
Carte de la participation par commune :
Moins de 5 %
Entre 5 et 10 %
Entre 10 et 20 %
Entre 20 et 30 %
Entre 30 et 50 %
Plus de 50 %

Comme attendu du fait du boycott des indépendantistes, la participation est en nette baisse par rapport aux scrutins précédents. À midi, le taux de participation est ainsi estimé à 27,75 % par les services du Haut-commissariat de la République, contre 49,40 % en 2020, et 41,81 % en 2018. À 17 heures, le taux de participation est de 41,60 % contre 79,63 % en 2020 et 73,68 % en 2018. Il s'établit finalement à 43,90 % à la clôture du scrutin, contre 85,69 % en 2020 et 81,01 % en 2018. 
Outre les deux mille gendarmes déployés en renfort, des arrêtés interdisent la vente d'alcool et de carburants à emporter ainsi que le port d'armes. Hormis un barrage routier érigé à l'Île des Pins avant d'être démonté par les gendarmes et quelques appels à la destruction des urnes sur les réseaux sociaux, le scrutin se déroule cependant sans incidents ni débordements. Si une alerte précyclonique fait un temps craindre un impact sur le déroulement du vote, le passage du cyclone n'est finalement prévu que pour le 14 décembre, permettant au scrutin d'avoir lieu « sous un soleil radieux ».
Un total de 260 observateurs assistent au scrutin, dont les délégués de la commission de contrôle venus de métropole, des observateurs de l'Organisation des Nations unies ainsi que ceux du Forum des îles du Pacifique.

## Réactions et analyses
Selon les résultats préliminaires, le « non » à l'indépendance l'emporte à 96,49 % pour une participation de 43,90 %,. Les résultats définitifs publiés le lundi 13 décembre ne différent que légèrement, avec une victoire du « non » à 96,50 % pour une participation de 43,87 %.
S'exprimant au soir du scrutin, le président Emmanuel Macron déclare « Les Calédoniennes, les Calédoniens ont choisi de rester Français. Ils l'ont décidé librement ». Revenant sur l'histoire des accords de Matignon puis de Nouméa, le chef de l'État appelle à franchir une nouvelle étape dans le « respect de la parole donné » et de l'« humilité », soulignant que le corps électoral « reste profondément divisé malgré le passage des années », mais que la période de transition qui s'ouvre doit conduire la Nouvelle-Calédonie à « bâtir un projet commun »,.
Présent à Nouméa, le ministre de l'Outre mer Sébastien Lecornu déclare quant à lui que l'État a tenu sa parole donnée lors de l'accord de Nouméa : « Les Calédoniens ont fait le choix de la France par trois fois. Librement et clairement. C'est une grande fierté. ». Le ministre souligne que la période de transition qui s'ouvre alors doit permettre de sortir de « l'opposition binaire oui / non » dans laquelle l'archipel est « enfermé », et de répondre aux questions institutionnelles et juridiques à venir,.
L'appel à la non participation est particulièrement suivi par les indépendantistes, avec des taux d'abstention records dans la province Nord et les îles Loyauté.
Au soir du scrutin, le président indépendantiste du Congrès de la Nouvelle-Calédonie Roch Wamytan réaffirme la position des indépendantistes, en affirmant que « Nous considérons qu'en termes de légitimité juridique et politique, il n'y a que deux référendums, 2018 et 2020. Celui-là, c'est le référendum de l'Etat français et de ses soutiens en Nouvelle-Calédonie, pas le nôtre. ». Chef du FLNKS lors de la signature de l'accord de Nouméa, il assure cependant que les indépendantistes  participeront aux futures négociations post-référendaires avec le candidat élu lors de la présidentielle française d'avril 2022, y compris s'il s'agit du président sortant.
Le président indépendantiste de l'assemblée de la province des îles Loyauté, Jacques Lalié, souligne quant à lui la persistance de deux blocs, avant d'appeler la population à comprendre que les négociations à venir se feront « sur la souveraineté et l'association et le partenariat avec la France ».
Le référendum, tant dans son application que dans ses résultats, suscite de multiples réactions parmi la classe politique de France métropolitaine. Ainsi, Jean-Luc Mélenchon met en cause la légitimité du référendum en raison de la très faible participation au scrutin et l'abstention massive des Kanaks, parlant de « référendum mal situé et mal accepté ». De même, Fabien Roussel, secrétaire national du Parti communiste français, bien que n'estimant pas la question de l'indépendance du territoire comme prioritaire, déplore que le scrutin n'ait pas été reporté, et se dit prêt à y organiser un nouveau référendum sur la question s'il est élu président de la République. La victoire du « non » est par ailleurs saluée autant à gauche qu'à droite, avec par exemple les déclarations de personnalités comme Rachid Temal, François Bayrou, Valérie Pécresse et Marine Le Pen.

## Conséquences
Le référendum est suivi d'une période de transition de dix-huit mois, courant quel que soit le résultat jusqu'au 30 juin 2023. En cas de victoire du « oui », cette période aurait eu pour rôle d'aboutir à la rédaction d'une Constitution pour le nouvel État, laquelle aurait été soumise à référendum à l'issue de cette transition,,.
La victoire du « non » voit cette période dédiée à la rédaction d'un nouveau statut pour l'archipel au sein de la République française, le nouveau texte étant également soumis à référendum à l'issue de la transition,,.
Dans la continuité de leur appel au boycott du référendum sur l'autodétermination, les indépendantistes font part de leur refus de participer au dialogue post-référendaire avant la fin de l'élection présidentielle d'avril 2022 et refusent notamment de rencontrer Sébastien Lecornu au lendemain du référendum. Le ministre déclare « prendre acte » du souhait d'une partie des formations politiques indépendantistes de ne pas négocier avant cette date, affirmant que l'État « n'entend pas confondre vitesse et précipitation ».
En septembre 2022, le futur référendum prévu pour juin 2023 est reporté à une date indéterminée.